# Сагудати
Сагудати или Језерити су били јужнословенско племе, које се током 5. века и 6. века населило дуж реке Брегалнице и западно од реке Вардар, а један део јужно до Солуна (данашња Грчка). Највећим делом населили су се на територију Северне Македоније и Егејске Македоније.
Сагудати су заузимали мали простор између добро утврђеног грчког града Солуна с једне стране и византијске тврђаве-манастира Атос с друге стране. Због њихове инвазије, копнену комуникацију између ових тврђава пореметио је Цариград, а комуникације са престоницом одржавале су се дуго само морем. Подручје насељавања Сагудата звало се Сагудатија, што су Византинци презриво називали Субделитиа. Сакудати су неко време сачували традиционална словенска веровања, постепено их замењујући православним обредима примањем хришћанства. Почетком 11. века, када је почело опадање јужнословенске државности, ове земље су се поново пале под власт Византијског царства, иако су се Сагудати побунили за време владавине Михаила III  (842-867), али су поражени. Године 1081-1118. Византијске власти су иселиле Сагудате из околине Атоса у Витинију (Мала Азија). Дакле, 1204. године помиње се постојање села Сагудаи у близини азијског града Никеје. Очигледно, Сагудати су прво прошли хеленизацију, а затим су постали део модерног турског народа.